# Franz Berghammer
Franz Berghammer (* 20. November 1913; † 7. Juli 1944) war ein österreichischer Feldhandballspieler.
Er war Mitglied des Teams, welches die Silbermedaille bei den Olympischen Sommerspielen 1936 gewann. Er spielte zwei Spiele und erzielte dabei insgesamt fünf Tore.